# Azzeddine Laraki
Azzeddine Laraki in arabo  عز الدين العراقي  (Fès, 1º maggio 1929 – Rabat, 1º febbraio 2010) è stato un politico marocchino, Primo ministro del Marocco dal settembre 1986 all'agosto 1992.